# 변희용
변희용(卞熙瑢, 1894년 ~ 1966년 3월 15일)은 일제강점기의 사회주의 운동가이며 대한민국의 교육가 겸 저술가이다.
본관은 초계(草溪)이며 호(號)는 일파(一波)이다.

## 생애

### 주요 이력
경상북도 고령 출생이며 4선 국회의원을 지낸 박순천의 부군이고 그는 성균관대학교 총장과 명예교수를 지냈다.

### 약력
- 1918년 조선유학생학우회 활동
- 1919년 2·8 독립선언 참가, 구금
- 1921년 게이오기주쿠 대학 학사 학위 이후, 사상단체 코스모스 구락부에 가입. 김약수 등과 《대중시보》 창간.
- 1923년 사상단체 북성회(北星會) 결성 및 참여.
- 1924년 귀국하여 조선청년총동맹 결성 및 참여, 5월에는 김약수, 김종범과 북풍파를 대표, 통일적 조선공산당 창립을 위한 국내 조직국 《13인회》 참석.
- 1924년 조선공산당 초급행정위원.
- 1926년 조선공산당 초급행정위원 직위 퇴임.
- 1927년 신간회 대표행정위원.
- 1927년 신간회 경상북도 고령지회장 직위 겸직.
- 1929년 신간회 경상북도 고령지회장 직위를 퇴임하고 신간회 대표행정위원 직위 유임.
- 1930년 신간회 대표행정위원 직위 퇴임.
- 1945년 한국민주당 입당 직후 우익신문 대공일보사(大公日報社) 편집위원 취임.
- 1946년 잡지 《재건》 편집주간 전임 직후 잡지 《재건》 논설위원 이임.
- 1947년 성균관대학교 교수.
- 1954년 연희대학교 전임강사 겸직(1955년 퇴임).
- 1959년 성균관대학교 명예교수.
- 1960년 4월 재경교수단 구국선언 주도, 4·25교수데모 참가
- 1960년 5월 24일 성균관대학교 제4대 총장 취임.
- 1961년 7월 31일 성균관대학교 제4대 총장 직위 퇴임.
- 1963년 민주당 전임고문(1963년 6월 1일).
- 1964년 민주당 전임고문 직위 퇴임(1964년 1월 19일).
- 1964년 문교부 교육행정특임촉탁위원(1964년 3월 23일).
- 1964년 문교부 교육행정특임촉탁위원 직책 퇴임(1964년 6월 1일).